# Baboaté
Baboaté est un groupement de village au Cameroun situé dans le département du Haut-Nkam de la région de l'ouest, en pays Bamiléké. Il est rattaché à la commune de Banka, chef-lieu de l'arrondissement.
Lors du recensement de 1957, Baboaté comptait 951 habitants. En 2005, cette population est de 1 399 habitants.
Le village est le siège d'une chefferie traditionnelle de second degré à la tête de laquelle trône le roi Ngassa Tcheuffa Georges Mathurin, et de quatre chefferies de troisième degré, dont deux traditionnelles (Bapoundja et Bapoundeu) et deux administratives (Dakla et La'a fi) sous son autorité.
Dans les plus grandes métropoles du Cameroun, le roi est représenté par des chefs de communautés constituées en moyenne de 1 500 personnes.

## Dynastie des Rois
Depuis sa création, la chefferie Baboaté a connu une succession de neuf rois, à savoir :
1. Fù La'ko
2. Fù Njikiangom
3. Fù Nkwaye
4. Fù La'nkam
5. Fù Ngëmalùë'
6. Fù Yosà
7. Fù Ntshëmfa' 1(Tcheuffa I)
8. Fù Ntshëmfa' 2 (Tcheuffa II Christophe)
9. Fù Ntshëmfa' 3 (Tcheuffa III Ngassa G. Mathurin)

## Géographie
Le village Baboate a une altitude de 1 398 mètres.

## Notes et références

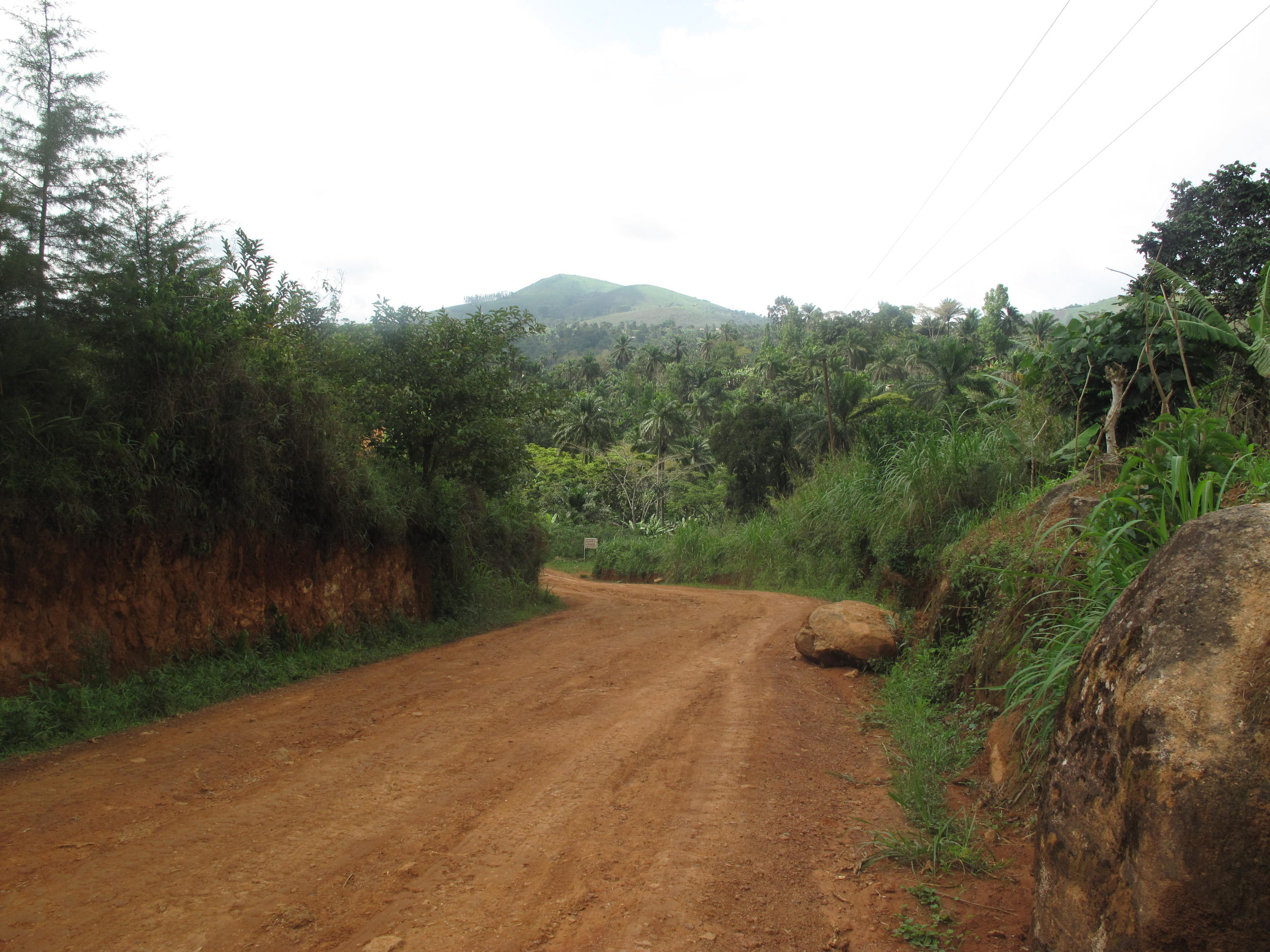
La route d'accès à Baboaté.